# 알파칩스
알파칩스는 시스템 반도체 개발을 전문으로 하는 코스닥 상장 회사이다. 다양한 분야의 시스템 반도체 제품을 설계하는 팹리스 회사에게 개발에 필요한 솔루션을 제공한다. 단일사업 구조를 갖고 있어, 매출액 전체는 반도체 설계 및 제작 용역에서 나온다.

## 파트너십
알파칩스는 삼성전자와 파트너 계약을 체결하여 팹리스 회사들에게 완성된 시스템반도체 제품을 공급하고 있다. 2014년 2월에는 팹리스 반도체 회사인 스마트파이를 인수하여 사업을 다각화했고, 같은 해 5월에는 삼성테크윈과 65억 규모의 개발 계약을 체결한 바 있다.

## 전망
알파칩스는 2010년 이후 기준으로 매년 흑자를 내 온 기업이다. 반도체는 크게 시스템 반도체와 메모리 반도체 두가지로 나뉘는데, 시스템 반도체 시장 규모는 메모리 반도체의 4배 이상이며, 향후 매년 5%가 넘는 성장이 예측된다. 따라서 시스템 반도체 개발 분야는 안정적이고 지속적인 매출 증대가 가능하다는 장점이 있다.

## 대주주 지분 매각
2014년 2월, 기존 최대주주인 김기환 대표이사가 지분을 매각하여 30.84%에서 13.94%으로 지분율이 감소했다. 이에 최대주주는 알파크래프트 투자목적회사로 변경되었다.